# Tony Wilson
Anthony Howard "Tony" Wilson, född 20 februari 1950 i Salford, Lancashire, död 10 augusti 2007 i Manchester, var en brittisk skivbolagschef, tv- och radioprogramledare, nattklubbsägare, impressario och journalist för Granada Television och BBC.

## Biografi
Efter att Tony Wilson avklarat sina universitetsstudier i engelska på Jesus College i Cambridge återvände han i slutet av 1970-talet till Manchester för att börja arbeta som programledare på Granada Television. Efter att under några år jobbat som lokal nyhetsreporter, fick han tillfället att leda kanalens kultur- och musikprogram So It Goes, som sändes i två omgångar 1976–1977. Programmet fick stort genomslag då många av artisterna som visade där ingick i den brittiska punk-revolutionen. Tony Wilson var en av de cirka 40 personer som bevittnade Sex Pistols berömda framträdande på Manchester Lesser Free Trade Hall, vilket brukar räknas som punkens födelse. Han har kommenterat konserten som "inget mindre än en (gudomlig) uppenbarelse".
Han är en av grundarna till det legendariska skivbolaget Factory Records vars artister utgjorde den största delen av Madchester-scenen i slutet på 1980-talet och framåt. Han låg även bakom nattklubben The Haçienda tillsammans med New Order och Factory Records. 
Mot slutet av sitt liv diagnosticerades Wilson för cancer och vid behandlingen togs en njure bort. Hjärtattacken som blev hans död rapporterades vara orelaterad till cancersjukdomen.

## Eftermäle
Filmen 24 Hour Party People från 2002 kretsar kring Tony Wilsons karriär. Han spelas i filmen av komikern Steve Coogan.